# NGC 3371
NGC 3371 (другие обозначения — NGC 3384, UGC 5911, MCG 2-28-12, ZWG 66.21, PRC C-34, PGC 32292) — линзовидная галактика в созвездии Льва. Открыта Уильямом Гершелем в 1784 году.
Галактика внешне выглядит как нормальная линзовидная или эллиптическая галактика за исключением того, что её ядро очень яркое: там идёт активное звездообразование. Средний возраст звёздного населения в галактике достаточно молодой — 2—5 миллиардов лет, и, как и ожидается в таком случае, в галактике наблюдается избыток маломассивных рентгеновских двойных систем (LMXB) по отношению к её светимости в инфракрасном диапазоне. Количество шаровых звёздных скоплений в галактике оценивается как приблизительно 120; непосредственно обнаружено из них 106. Протяжённость системы шаровых скоплений составляет 17 килопарсек.
Галактика входит в группу галактик M 96 наряду с такими крупными галактиками, как M 95, M 96, M 105. У галактики NGC 3384 есть тусклые оболочки, которые свидетельствуют о недавнем слиянии галактик.
Этот объект занесён в Новый общий каталог дважды, с обозначениями NGC 3371 и NGC 3384. Независимо от Уильяма Гершеля, чьё открытие вошло в каталог как NGC 3384, галактику впоследствии открыл Джон Гершель в 1830 году, его открытие стало известно как NGC 3384.